# Friedrich-kormány

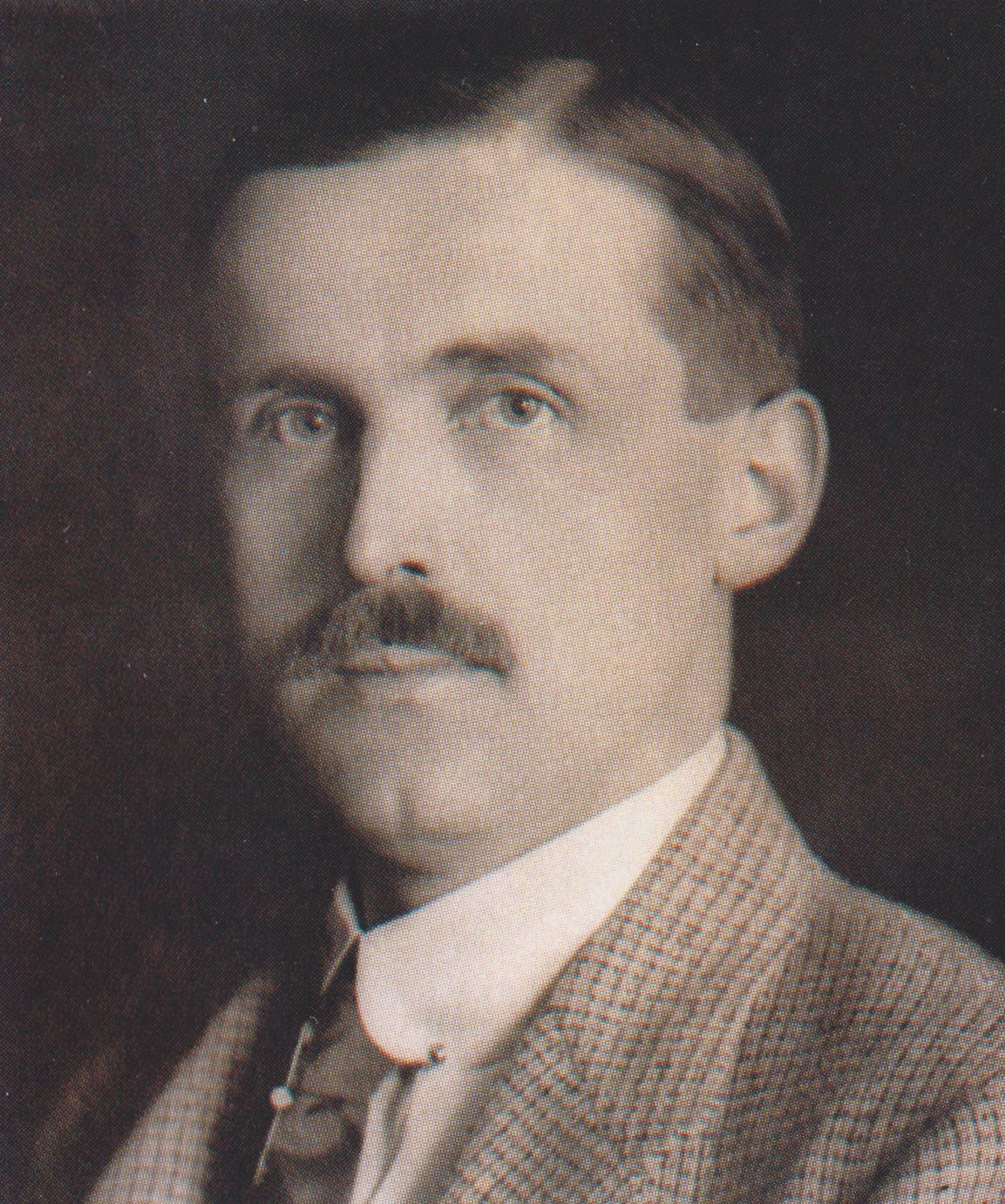
Friedrich István

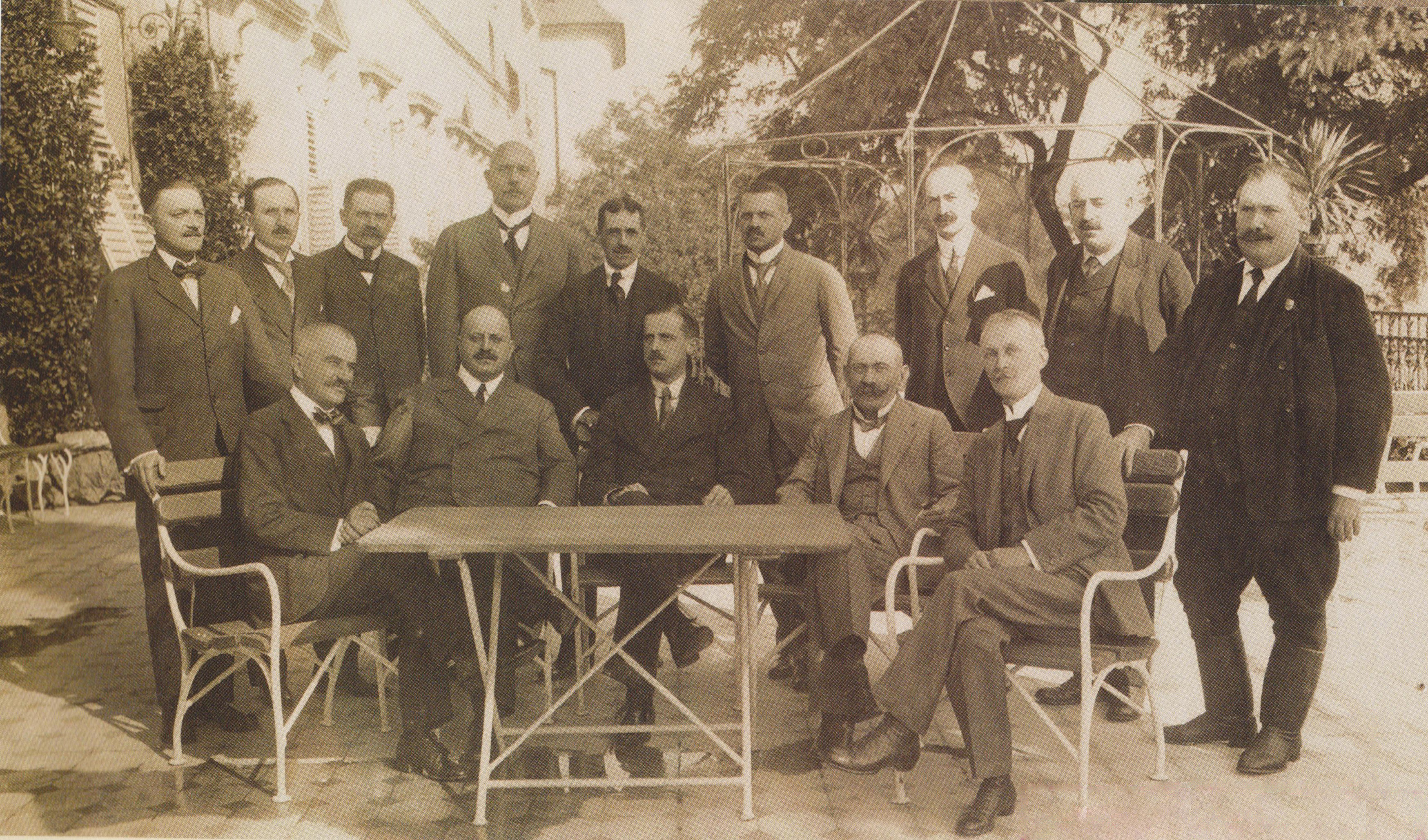
A Friedrich-kormány 1919. augusztus

A Friedrich-kormány 1919. augusztus 15. – november 24. között állt Magyarország élén. 1919. augusztus 7-én került a kormány hatalomra, a Peidl-kormány megbuktatása után, Budapest román megszállása idején, majd 15-én József főherceg megbízása alapján tevékenykedtek tovább. A kormány mandátuma idején érvénytelenítette a Tanácsköztársaság rendeleteinek nagy részét, valamint bevezettek egy új választójogi rendeletet, ami 1922-ig maradt hatályban. Az antant és a román megszálló csapatok nyomására a kormány 1919. november 24-én lemondott. Helyét a Huszár-kormány vette át.

## A kormány tagjai
| név                                                                    | hivatal kezdete      | hivatal vége         | párt/szervezet              | megjegyzés                                    |
| Miniszterelnök                                                         | Miniszterelnök       | Miniszterelnök       | Miniszterelnök              | Miniszterelnök                                |
| ---------------------------------------------------------------------- | -------------------- | -------------------- | --------------------------- | --------------------------------------------- |
| Friedrich István                                                       | 1919. augusztus 15.  | 1919. november 24.   | Fehérház Bajtársi Egyesület | Keresztény Ellenzék néven pártot is alakított |
| Belügyminiszter                                                        |                      |                      |                             |                                               |
| Perényi Zsigmond                                                       | 1919. augusztus 15.  | 1919. augusztus 27.  | ?                           |                                               |
| Beniczky Ödön                                                          | 1919. augusztus 27.  | 1919. november 24.   | ?                           |                                               |
| Külügyminiszter                                                        |                      |                      |                             |                                               |
| Lovászy Márton                                                         | 1919. augusztus 15.  | 1919. szeptember 11. | ?                           |                                               |
| Somssich József                                                        | 1919. szeptember 11. | 1919. november 24.   | ?                           |                                               |
| Pénzügyminiszter                                                       |                      |                      |                             |                                               |
| Grünn János                                                            | 1919. augusztus 15.  | 1919. november 24.   | ?                           |                                               |
| Igazságügy-miniszter                                                   |                      |                      |                             |                                               |
| Baloghy György                                                         | 1919. augusztus 15.  | 1919. szeptember 17. | ?                           |                                               |
| Zoltán Béla                                                            | 1919. szeptember 22. | 1919. november 24.   | ?                           |                                               |
| Honvédelmi miniszter                                                   |                      |                      |                             |                                               |
| Schnetzer Ferenc                                                       | 1919. augusztus 15.  | 1919. november 24.   | Fehérház Bajtársi Egyesület |                                               |
| Vallás- és közoktatásügyi miniszter                                    |                      |                      |                             |                                               |
| Huszár Károly                                                          | 1919. augusztus 15.  | 1919. november 24.   | Katolikus Néppárt           |                                               |
| Földmívelésügyi miniszter                                              |                      |                      |                             |                                               |
| Nagyatádi Szabó István                                                 | 1919. augusztus 15.  | 1919. augusztus 27.  | Országos Kisgazdapárt       |                                               |
| Rubinek Gyula                                                          | 1919. augusztus 27.  | 1919. november 24.   | Országos Kisgazdapárt       |                                               |
| Kereskedelemügyi miniszter                                             |                      |                      |                             |                                               |
| Hegyeshalmi Lajos                                                      | 1919. augusztus 15.  | 1919. szeptember 17. | ?                           |                                               |
| Heinrich Ferenc                                                        | 1919. szeptember 17. | 1919. november 24.   | ?                           |                                               |
| Népegészségügyi (népjóléti) miniszter                                  |                      |                      |                             |                                               |
| Csilléry András                                                        | 1919. augusztus 15.  | 1919. november 24.   | Fehérház Bajtársi Egyesület | az Ébredő Magyarok Egyesülete képviselője is  |
| Élelmezésügyi miniszter                                                |                      |                      |                             |                                               |
| Térfi Béla                                                             | 1919. augusztus 15.  | 1919. augusztus 17.  |                             |                                               |
| Ereky Károly                                                           | 1919. augusztus 17.  | 1919. november 24.   | ?                           |                                               |
| Nemzetiségi kisebbségek tárca nélküli minisztere                       |                      |                      |                             |                                               |
| Bleyer Jakab                                                           | 1919. augusztus 15.  | 1919. november 24.   | ?                           |                                               |
| Tárca nélküli propagandaminiszter                                      |                      |                      |                             |                                               |
| Haller István                                                          | 1919. augusztus 15.  | 1919. november 24.   | Katolikus Népszövetség      |                                               |
| Tárca nélküli kisgazda miniszter                                       |                      |                      |                             |                                               |
| Mayer János                                                            | 1919. augusztus 15.  | 1919. november 24.   | Országos Kisgazdapárt       |                                               |
| Tárca nélküli miniszter az ipari munkásság képviseletére               |                      |                      |                             |                                               |
| Oláh Dániel                                                            | 1919. augusztus 27.  | 1919. november 24.   | KNEP                        |                                               |
| Tárca nélküli miniszter az antanttal folytatott tárgyalások vezetésére |                      |                      |                             |                                               |
| Pekár Gyula                                                            | 1919. augusztus 27.  | 1919. november 24.   | KNEP                        |                                               |
| Tárca nélküli kisgazdaügyi miniszter                                   |                      |                      |                             |                                               |
| Sokorópátkai Szabó István                                              | 1919. augusztus 27.  | 1919. november 24.   | Országos Kisgazdapárt       |                                               |